# Синдром Аракава II
Синдром Аракава II (англ. Arakawa's syndrome II; також англ. Methionine synthase deficiency, Tetrahydrofolate-methyltransferase deficiency syndrome, N5-methylhomocysteine transferase deficiency, синдром дефіциту метіонінсинтази, синдром дефіциту тетрагідрофолатметилтрансферази, синдром дефіциту N5-метилгомоцистеїнтрансферази) — клінічний синдром, аутосомно-домінантне порушення обміну речовин, яке спричинює дефіцит ферменту тетрагідрофолатметилтрансферази.

## Етимологія
Названий на честь японського лікаря Тцунео Аракава (яп. 荒川恒夫; роки життя — 1949—2003), який першим описав його у 1967 році. Аракава описав ще декілька синдромів, зокрема, «синдром Аракава I», який описує стан, пов'язаний з дефіцитом ферменту глютаматформімідотрансферази.

## Патогенез і генетичні особливості
Вроджений збій метаболізму метилкобаламіну, пов'язаний з дефіцитом ферменту тетрагідрофолатметилтрансферази, який задіяний у таких біологічних процесах як біосинтез амінокислот, метіоніну. Спадкування є аутосомно-домінантним. Це означає, що дефектний ген, який відповідає за розлад, знаходиться на аутосомі, й однієї копії дефектного гену достатньо для того, щоб зчинити розлад під час успадкування від батька, якщо він має цей синдром.

## Клінічні прояви
Включають розумову і фізичну затримку розвитку, мегалобластну анемію, блювання, діареєю, блідість шкіри, западання грудної клітки (лат. pectus excavatum), сколіоз,артеріальну гіпотензію, слабкий м'язовий тонус, гепатоспленомегалію (збільшення печінки та селезінки), неврологічні ускладнення, включаючи атрофію головного мозку та розширення мозкових шлуночків, епілептичні напади, зміни на ЕЕГ, гомоцистинурію (включаючи підвивих хрусталиків, глаукому, атрофію зорових нервів тощо).

## Діагностика
Є складною, залежить від проведення складного генетичного дослідження. Але можливо запідозрити синдром на основі сімейного анамнезу і поєднання декількох проявів, для виявлення деяких з них може знадобитися інструментальна і біохімічна діагностика.

## Лікування
Як й інші генетичні синдроми етіологічного лікування немає. Проводять лікування мегалобластної анемії, коригують рівень метіоніну за допомогою дієти, проводять профілактику епілептичних нападів, призначають препарати, що підвищують м'язовий тонус, артеріальний тиск, зменшують рівень нейропатії.